# 2018년 홍콩 버스 사고
2018년 2월 10일 홍콩 신제의 타이포 로드에서 주룽 버스 소유의 2층 버스가 전복되는 사고가 발생하였다. 이 사고로 19명이 사망하고 65명이 부상을 입었다.
이 사고는 홍콩에서 두 번째로 사상자를 많이 낸 도로 교통 사고로, 첫 번째는 2003년 튄문 로드에서 발생한 사고로 21명이 사망한 사고였다.

## 같이 보기
- 홍콩의 버스
- 홍콩의 교통